# Lijst van gezaghebbers van Saba

## Eilandgebied Saba
Dit is een lijst van gezaghebbers van de Nederlands-Antilliaanse eilandgebied Saba
Tot 1 april 1983 viel Saba samen met Sint Eustatius en Sint Maarten onder het Eilandgebied de Bovenwindse Eilanden. De gezaghebber van dit eilandgebied werd op Saba vertegenwoordigd door een administrateur.
| Ambtsperiode                       | Naam gezaghebber                     | Partij of stroming | Bijzonderheden |
| ---------------------------------- | ------------------------------------ | ------------------ | -------------- |
| 1 april 1983 - 1 november 1983     | Raphaël (R.A.M.) Sorton (waarnemend) |                    |                |
| 1 november 1983 - 2 november 1989  | Wycliffe (W.S.) Smith                |                    |                |
| 2 november 1989 - 19 november 1998 | Sydney (S.A.E.) Sorton               |                    |                |
| 1 mei 1999 - 1 april 2006          | Antoine (A.J.M.) Solagnier           |                    |                |
| 1 april 2006 - 2 juli 2008         | Sydney (S.A.E.) Sorton               |                    |                |
| 2 juli 2008 - 10 oktober 2010      | Jonathan Johnson                     |                    |                |

## Openbaar lichaam Saba
Dit is een lijst van gezaghebbers van het Nederlandse openbaar lichaam Saba
| Ambtsperiode            | Naam gezaghebber | Partij of stroming | Bijzonderheden                                                          |
| ----------------------- | ---------------- | ------------------ | ----------------------------------------------------------------------- |
| 10 oktober 2010 - heden | Jonathan Johnson |                    | Van rechtswege benoemd op grond van art. 235 WolBES (overgangsbepaling) |